# Schloss Hoym

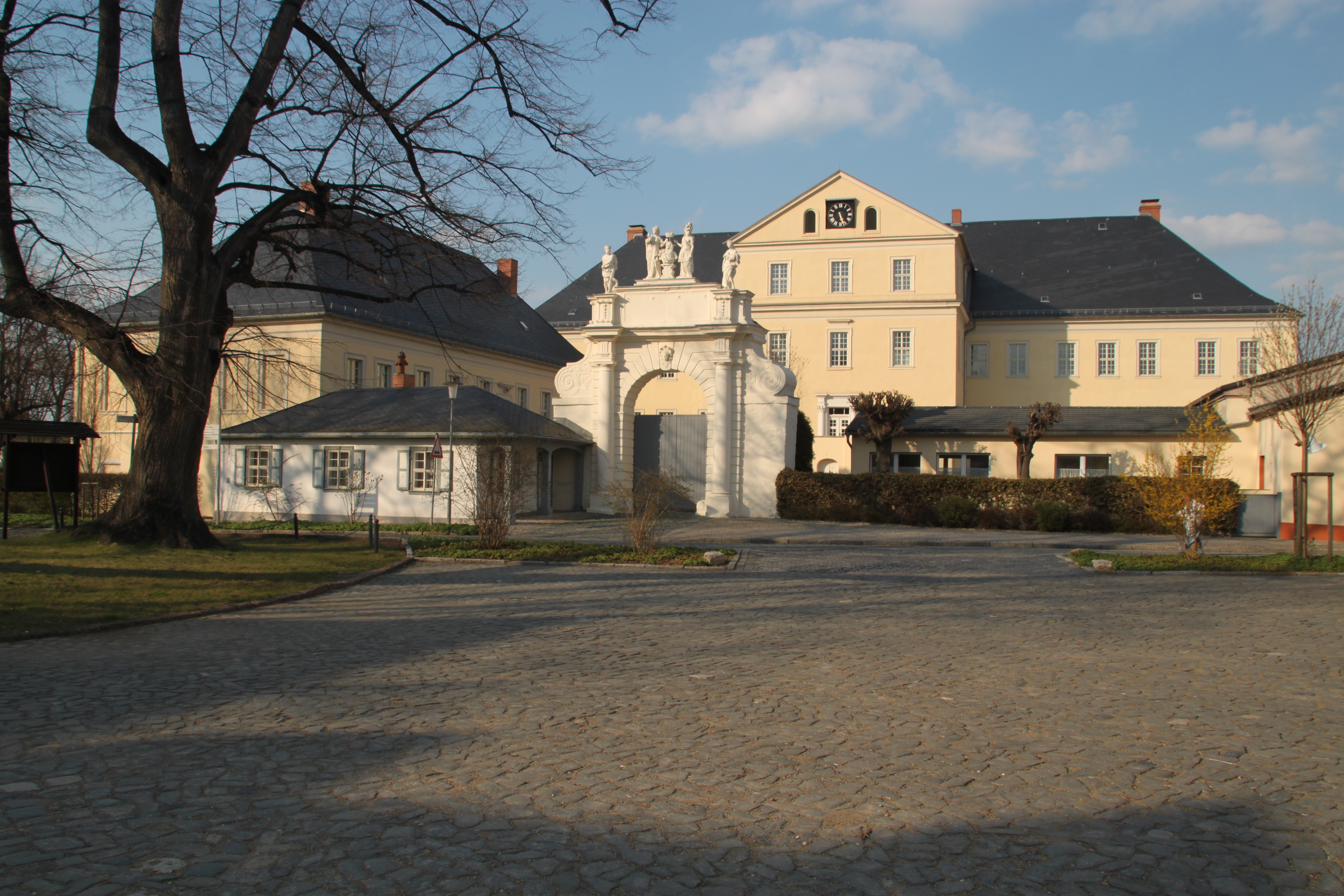
Schloss Hoym

Das Schloss Hoym ist ein denkmalgeschütztes Bauwerk in der Stadt Hoym/Anhalt, einem Ortsteil der Stadt Seeland im Salzlandkreis in Sachsen-Anhalt. Im örtlichen Denkmalverzeichnis ist das Schloss unter der Erfassungsnummer 094 95051 als Baudenkmal verzeichnet.

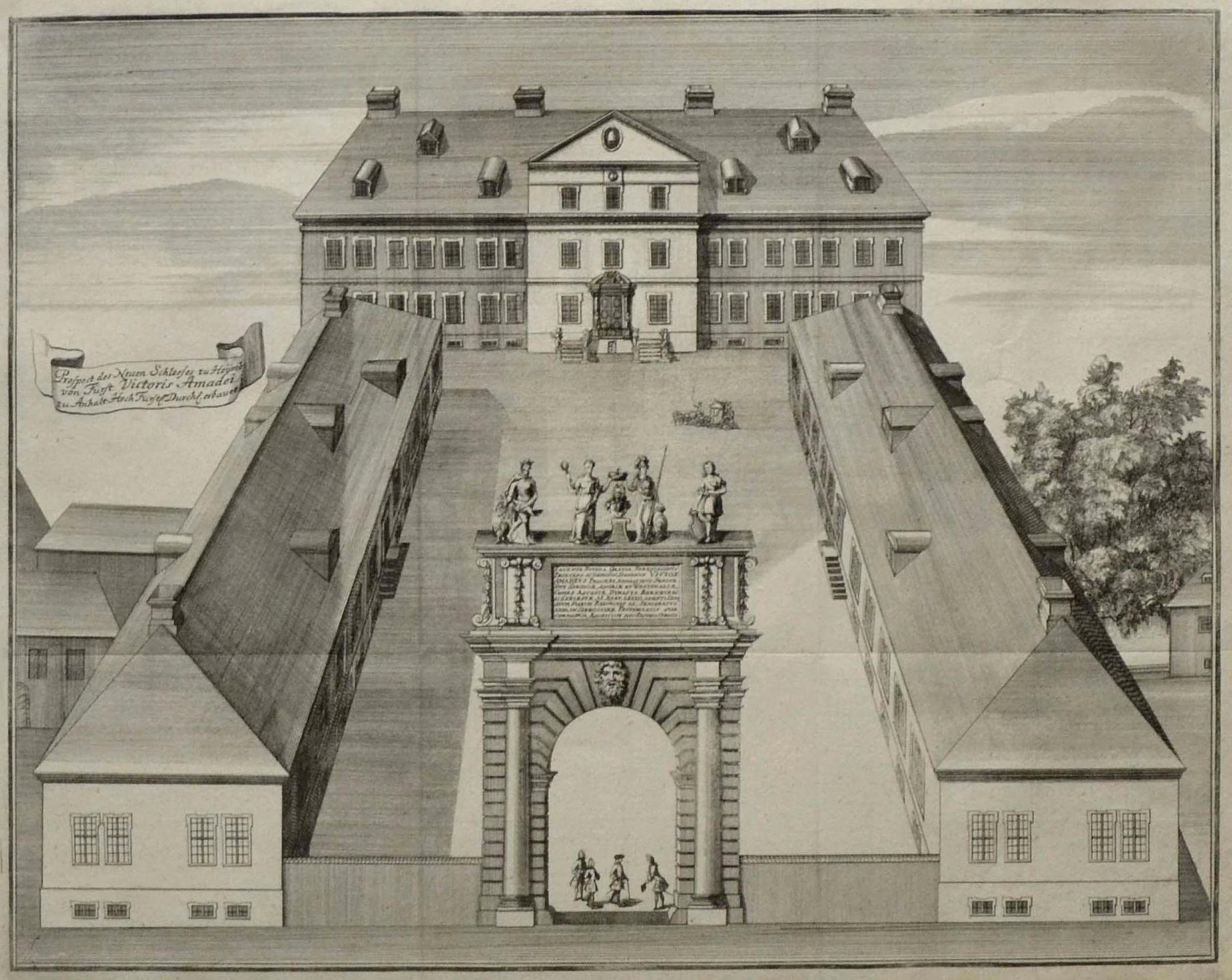
Kupferstich des Schlosses, 1757

## Geschichte
Das Schloss Hoym steht auf den Resten einer ehemaligen Wasserburg, von der historisch kaum etwas überliefert ist und von der nur noch wenige Spuren erhalten sind, die wahrscheinlich 1038 erbaut wurde. Die Wasserburg war Stammsitz derer von Hoym, die 1191 urkundlich mit Berchtoldus de Hoym erstmals erwähnt wurden. Bei dem 1301 in Hoym erwähnten Castrum wird davon ausgegangen, dass es sich um ein älteres Bauwerk handelt. Die Schlossanlage gehört seit 1603 zum Besitz des Adelshauses Anhalt-Bernburg. Das bestehende Wasserschloss wurde 1714 abgerissen. Für Leberecht, einen Sohn des Fürsten Victor Amadeus von Anhalt-Bernburg wurde ein standesgemäßes barockes Schloss durch Johann Tobias Schuchardt bis 1721 erbaut, zeitgleich mit dem sogenannten, ebenfalls denkmalgeschützten Prinzenhaus. Durch den Neubau wurde Hoym zur Residenzstadt des Fürstentums Anhalt-Bernburg-Hoym. Von 1836 bis 1863 lebte im Schloss Wilhelm von Kügelgen als Kammerherr von Herzog Alexander Karl von Anhalt-Bernburg, dem das Schloss von 1855 bis 1863 als Wohnsitz diente. Wilhelm Kügelgen verfasste hier seine Lebenserinnerungen, die in das deutsche Kulturerbe eingegangen sind. Am 1. April 1878 eröffnete die Landessiechenanstalt im Schloss für zunächst 103 Pfleglinge. In der Zeit von 1925 bis 1945 lebten hier 500–600 Pfleglinge. Während der Zeit des Nationalsozialismus wurden mindestens 260 Bewohner der Landes-Siechenanstalt Hoym bei der so genannten Aktion T4 in der Euthanasieanstalt Bernburg ermordet.
Im letzten Viertel des 19. Jahrhunderts entstand die Parkanlage mit den pavillonartigen Wohn- und Therapiegebäuden. Seit 1978 wird das Schloss als Behinderteneinrichtung genutzt, die größte im Land Sachsen-Anhalt.

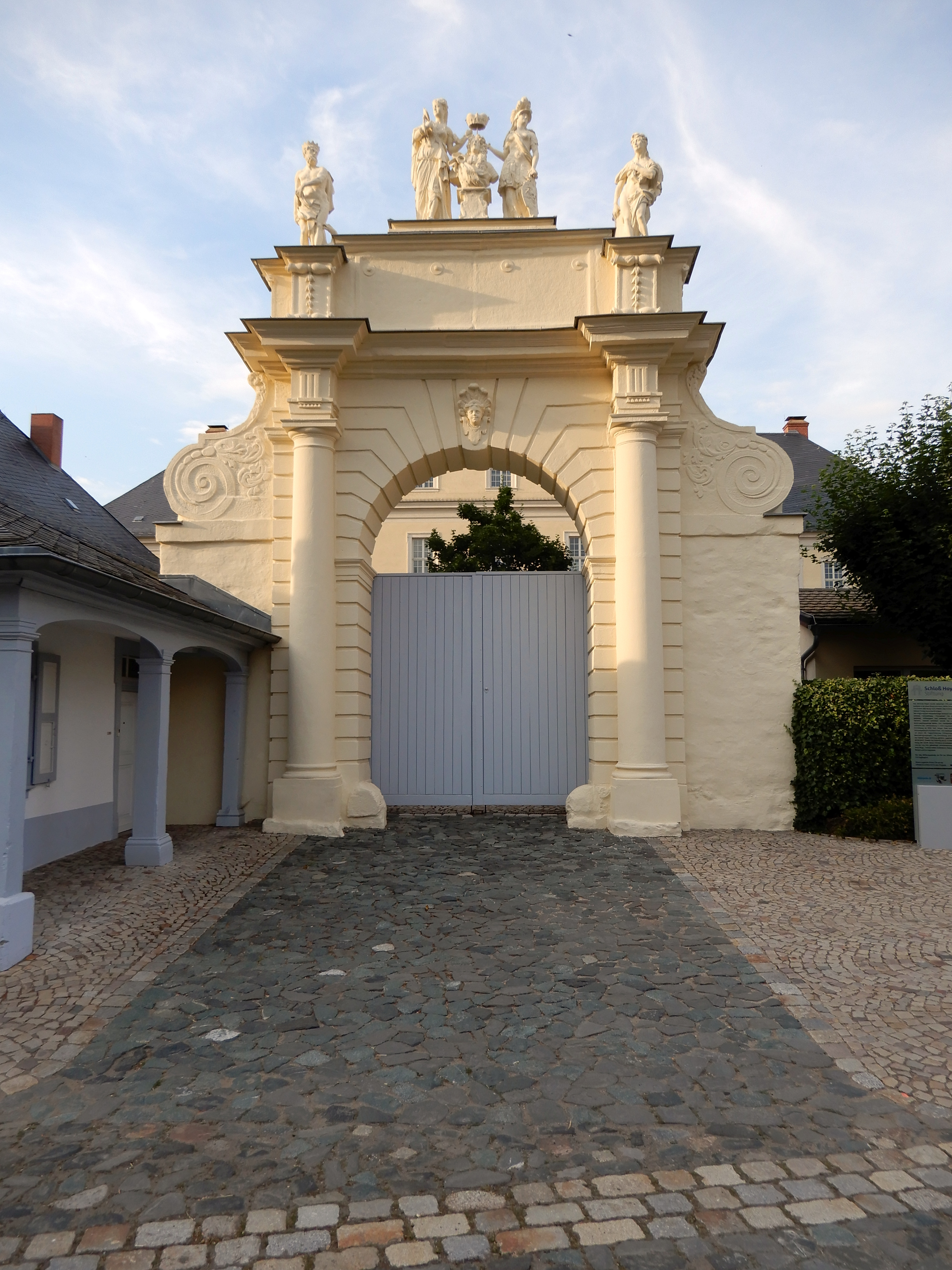
Hofportal der Schlossanlage

## Beschreibung
Bei dem Schloss handelt es sich um einen zweigeschossigen lang gestreckten Putzbau über hohem Souterrain, mit dreiachsigen frontspitzbekrönten Mittelrisaliten auf der Hofseite. Im Inneren sind Stuckdecken erhalten geblieben. Die kreuzgratgewölbten Räume im unteren Souterrain stammen vom Vorgängerbauwerk aus der Mitte des 16. Jahrhunderts. Beim eingeschossigen Westflügel handelt es sich um das sogenannte Kammerhaus. Das Hofportal, welches den Zugang zum Schlossareal bildet, ist eine barocke Anlage, bekrönt durch eine Halbfigur des Fürsten Victor Amadeus von Anhalt-Bernburg, begleitet von Jupiter, Prudentia, Minerva und Apollo.

## Lage
Das Schloss befindet sich im Zentrum der Stadt, unter der Adresse Schlossplatz 6, am westlichen Ufer der Selke. Östlich des Schlosses fließt die Getel von Osten her nach Norden an dem Schloss vorbei, bevor sie unweit des Schlosses in der Selke mündet.